# Tomoki Sakata
Tomoki Sakata (japanisch 阪田知樹 Sakata Tomoki; geboren 1993 in Nagoya, Präfektur Aichi) ist ein japanischer Pianist.

## Leben
Sakata begann mit fünf Jahren mit dem Klavierspiel. Mit 16 Jahren bekam er Privatunterricht bei Paul Badura-Skoda. Er studierte zwei Jahre an der Musikhochschule Tokio. 2011 wurde er bei der Lake Como International Piano Academy als jüngster Student aufgenommen. Außerdem studierte er bei Arie Vardi an der Hochschule für Musik, Theater und Medien in Hannover.
2013 war er einer der sechs Finalisten beim Van Cliburn International Piano Competition. 2016 errang er den 1. Preis und sechs Sonderpreise beim Wettbewerb „Franz Liszt International Piano Competition“ in Budapest. Sakata spielte in Konzertsälen wie dem Leipziger Gewandhaus, der Hamburger Elbphilharmonie und der Tokyo Opera City Concert Hall und trat bei zahlreichen Festivals auf, darunter dem Verbier Festival (Schweiz), dem Musikfestival „Janáčkův Máj“ in Ostrava (Tschechien), beim Brussels Piano Festival (Belgien) und dem Festival „Musical Kremlin“ (Russland).

## Auszeichnungen
- 2018 erhielt er den Publikumspreis beim Internationalen Deutschen Pianistenpreis.[5]
- 2019 gewann er den 1. Preis und den Publikumspreis beim Kissinger Klavierolymp.[6]
- 2021 wurde er beim Concours Reine Elisabeth in Brüssel mit dem 4. Preis ausgezeichnet.[7]